# 押田年郎
押田 年郎（おしだ としろう、1950年9月29日 - ）は日本中央競馬会 (JRA) 元騎手。宮崎県出身。
息子は清水久詞厩舎に調教助手として所属している押田道郎。娘は元JRA騎手の押田純子、その夫でJRA調教師の清水久詞は義理の息子。

## 来歴
1970年に坂口正二厩舎所属騎手としてデビュー。久保一秋・田之上幸男・西橋豊治・湯窪幸雄・吉永良人が同期となる。3月7日の京都第6競走4歳以上100万下でハナオモダカ（13頭中6着）で初騎乗を果たす。同年、5月3日の阪神第2競走4歳400万下をハナオモダカ勝利し、初勝利を飾る。
1973年の京都大障害（春）をブルーホワイトで制し、障害競走で重賞競走初勝利を飾る。さらに、同年のCBC賞をレイクファイアで優勝し、平地での重賞勝利を飾る。この年が生涯成績で27勝を挙げた。
その後は徐々に障害競走騎乗の比率が高くなっていった。
1991年に11勝を挙げ、JRA賞最多勝利障害騎手となった。
1992年には東京障害特別（春）をメジログッテンで制し、19年ぶりの重賞制覇を果たすと、翌1993年の中山大障害（春）もメジログッテンとのコンビで優勝した。
1996年の2月以降は騎乗せず、2年後の1998年2月28日付で騎手を引退した。

## 戦績
- 2138戦（平地：1153戦、障害：985戦）204勝（平地：94勝《重賞1勝》、障害：110勝《重賞5勝》）

## 主な騎乗馬
- ブルーホワイト（1973年京都大障害（春））
- レイクファイア（1973年CBC賞）
- メジログッテン（1993年東京障害特別（春）、1993年中山大障害（春））
- エリモフォーサイト（1994年阪神障害ステークス（春））
- タイヤン（1994年京都大障害（秋））